# لئون ده لوندن
لئون ده لوندن (فرانسوی: Léon de Lunden‎؛ ۱۸۵۶ – ۱۹۴۷) تیرانداز اهل فرانسه بود. وی در مسابقات کشوری و بین‌المللی در مجموع برندهٔ ۱ مدال طلا شده‌است.